# Sofie Magdalena von Nassau-Hadamar
Sofie Magdalena von Nassau-Dillenburg (* 6. Februar 1622 in Hadamar; † 28. Juni 1658 in Dillenburg) war durch Heirat Fürstin von Nassau-Dillenburg.

## Leben
Sofie Magdalena war eine Tochter des Grafen Johann Ludwig von Nassau-Hadamar und dessen Gemahlin Ursula zur Lippe, Tochter des Simon zur Lippe, und wuchs mit ihren Geschwistern Johanna (1619–1647), Luise (1620–1635), Moritz (1626–1679), Hermann Otto (1627–1660), Johann Ernst (1631–1651) und Franz Bernhard (1637–1695) auf. Vier Brüder und zwei Schwestern starben im frühen Kindesalter.
1656 heiratete sie ihren Cousin, den 1652 gefürsteten Ludwig Heinrich von Nassau-Dillenburg. Der Ehe, des Fürsten dritter, entstammten die Kinder August (1657–1680), Karl (1658–1659) und Ludwig (1658–1658). Sie starb kurz nach der Geburt der Zwillinge Karl und Ludwig.